# 1496

## Události
- 21. srpna – sňatek Filipa I. Sličného a Jany I. Kastilské v Lieru
- 21. srpna – sňatek Jana Kastilského a Markéty Rakouské v Lieru
- zavedena povinná školní docházka pro nejstarší syny šlechticů a vlastníků půdy ve Skotsku
- vypovězení Židů z Portugalska
- Benedikt Rejt postavil věž Daliborka jako součást zesíleného opevnění Pražského hradu
- bratr Kryštofa Kolumba, Bartolomes, založil město Santo Domingo, nejstarší evropské město v Americe.

### Probíhající události
- 1494–1498 – První italská válka

## Narození
- 6. ledna – Jan starší Hodějovský z Hodějova, český šlechtic a humanista († 11. února 1566)
- 28. března – Marie Tudorovna, anglická princezna, jako manželka Ludvíka XII. francouzská královna († 1533)
- 12. května – Gustav I. Vasa, švédský král († 29. září 1560)
- 23. listopadu – Clément Marot, francouzský renesanční básník († 12. září 1544)
- ? – João de Barros, portugalský historik a zeměpisec († 20. října 1570)
- ? – Bernal Díaz del Castillo, španělský voják a kronikář († 1584)
- ? – Josef ha-Kohen, židovský lékař a historik († 1558)
- ? – Lu Č’, čínský malíř, kaligraf a básník († ? 1576)
- ? – Fülane Hatun, první manželka osmanského sultána Sulejmana I. († 1550)
- pravděpodobné datum
  - Henry Somerset, 2. hrabě z Worcesteru († 26. listopadu 1549)
  - María Pacheco, španělská hrdinka a obránkyně Toleda († březen 1531)

## Úmrtí
- 16. ledna – Vratislav I. z Pernštejna, český šlechtic, nejvyšší zemský komorník na Moravě a moravský zemský hejtman (* 1463)

- 4. března – Zikmund Habsburský, tyrolský vévoda (* 26. října 1427)
- 15. srpna – Isabela Portugalská, kastilská královna jako manželka Jana II. (* 1428)
- 28. září – Boček z Poděbrad, český šlechtic a slezský kníže (* 15. července 1442)

## Hlavy států
- České království – Vladislav Jagellonský
- Svatá říše římská – Maxmilián I.
- Papež – Alexandr VI.
- Anglické království – Jindřich VII. Tudor
- Francouzské království – Karel VIII.
- Polské království – Jan I. Olbracht
- Uherské království – Vladislav Jagellonský